# 久住町大字久住
久住町大字久住（くじゅうまちおおあざくじゅう）は、大分県竹田市の大字。旧直入郡久住町大字久住。人口は1,230人、世帯数は505世帯（2020年10月1日現在）。郵便番号は〒878-0201。

## 地理
竹田市の北西部、九重連山の南部に南北に広がる。
字域には国道442号や大分県道33号、奥豊後グリーンロードなどが交わる。字域の西方から北方にかけて玖珠郡九重町湯坪、田野、東方に久住町大字有氏、久住町大字栢木、東方から南方にかけて旧・竹田市の市域である大字小川、大字古園、南方から西方にかけて久住町大字白丹と隣接している。
旧久住町の役場が所在し、字域の北部にはくじゅう花公園や九重連山が広がり、南部には商店街や住宅地などが集まっている。